# Orobiocassis
Orobiocassis is een geslacht van kevers uit de familie bladkevers (Chrysomelidae).
De wetenschappelijke naam van het geslacht werd in 1934 gepubliceerd door Spaeth.

## Soorten
- Orobiocassis gabonicola (Spaeth, 1933)